# Serra-di-Scopamène
Serra-di-Scopamène (en cors Sarra di Scupamè) és un municipi francès, situat a la regió de Còrsega, al departament de Còrsega del Sud. L'any 1999 tenia 120 habitants.

## Demografia
| 1962 | 1968 | 1975 | 1982 | 1990 | 1999 |
| ---- | ---- | ---- | ---- | ---- | ---- |
| 282  | 299  | 283  | 237  | 154  | 120  |

## Administració
| Període | Identitat             | Partit | Qualitat |  |
| ------- | --------------------- | ------ | -------- |  |
| 2001    | Jean-Paul Rocca Serra |        |          |  |